# Roy Thomas Baker
Pour les articles homonymes, voir Baker.
Roy Thomas Baker, né le 10 novembre 1946 à Hampstead (Angleterre) et mort le 12 avril 2025 à Lake Havasu City, Arizona, est un producteur britannique.
Depuis ses débuts dans les années 1970, il a notamment travaillé avec les groupes Queen, The Cars, Foreigner, Journey et The Smashing Pumpkins.

## Carrière
Baker commence sa carrière chez Decca Records à l'âge de 14 ans. Il travaille ensuite comme assistant ingénieur chez Morgan Studios. Encouragé par le producteur Gus Dudgeon, il déménage rapidement aux Trident Studios, où il travaillé avec ce dernier, Tony Visconti, Mick Jagger et Keith Richards et Frank Zappa, ainsi que des artistes tels que The Rolling Stones, David Bowie, The Who, Gasolin', Nazareth , Santana, The Mothers of Invention, Jet, Be Bop Deluxe, Free et T. Rex.
Après avoir co-fondé Neptune (la maison de disques de Trident), Baker rencontre le groupe de rock Queen. Il entame une relation de travail pour cinq albums (Queen, Queen II, Sheer Heart Attack, A Night at the Opera et Jazz) et remporte de nombreux prix, dont les Grammy Awards et le Guinness World Records pour la chanson Bohemian Rhapsody.
À la suite de ses succès avec Queen et d'autres artistes, Baker signe un contrat de production de plusieurs albums avec CBS Music (Columbia Records, Sony Music, Epic Records, etc.). Il part ensuite aux États-Unis et crée les bureaux de RTB Audio Visual Productions à New York et Los Angeles. Dans le cadre de son nouveau contrat avec CBS, RTB produit Journey, Starcastle, Reggie Knighton, Ian Hunter et Ronnie Wood.
Baker s'engage alors à produire quatre albums pour The Cars après avoir été invité par Elektra Records à les voir se produire dans le gymnase d'une école de Boston. Les albums sont certifiés platine et The Cars sont nommés aux Grammy.
On lui propose le poste de vice-président de « Artiste et répertoire » (A&R) pour Elektra Records en tant que directeur et/ou producteur avec les artistes Lindsey Buckingham, Mötley Crüe, Joe Lynn Turner, Josie Cotton et Dokken ainsi que Queen et The Cars. Au cours de son mandat, Elektra signe Metallica, Simply Red, Yello, Peter Schilling, The World et 10,000 Maniacs.
Baker a également travaillé avec Guns N' Roses, Alice Cooper, Foreigner, Pilot, Ozzy Osbourne , Devo, The Stranglers, Dusty Springfield, T'Pau, Local H, Cheap Trick et Lewis Furey. En 2005, il produit One Way Ticket to Hell and Back de The Darkness, puis en 2007 Zeitgeist de The Smashing Pumpkins , en 2008 l'album When the Storm Meets the Ground de The Storm, en 2011 American Gothic des Smashing Pumpkins et l'album Life Got in the Way de One Karma, et en 2014 Heaven & Earth du groupe Yes.

## Liste d'albums produits
Années 1970
- 1970 : Fire and Water de Free
- 1972 : Exercises de Nazareth
- 1973 : Gasolin' 3 (en) de Gasolin'
- 1973 : Queen de Queen
- 1974 : Captain Lockheed and the Starfighters (en) de Robert Calvert
- 1974 : Stakkels Jim (en) de Gasolin'
- 1974 : Hall of the Mountain Grill de Hawkwind
- 1974 : Rhinos, Winos and Lunatics (en) de Man
- 1974 : Queen II de Queen
- 1974 : Sheer Heart Attack de Queen
- 1975 : Futurama (en) de Be Bop Deluxe
- 1975 : Gas 5 (en) de Gasolin'
- 1975 : A Night at the Opera de Queen
- 1976 : The Humours of Lewis Furey de Lewis Furey
- 1976 : Live sådan (en) de Gasolin'
- 1976 : Efter endnu en dag (en) de Gasolin'
- 1976 : Lone Star (en) de Lone Star (en)
- 1977 : Overnight Angels (en) de Ian Hunter
- 1977 : Fountains of Light (en) de Starcastle (en)
- 1977 : Citadel (en) de Starcastle (en)
- 1978 : The Cars des Cars
- 1978 : Infinity de Journey
- 1978 : Jazz de Queen
- 1978 : It Begins Again (en) de Dusty Springfield
- 1979 : Candy-O des Cars
- 1979 : Head Games de Foreigner
- 1979 : Evolution de Journey
- 1979 : Gimme Some Neck (en) de Ronnie Wood

Années 1980
- 1980 : Panorama des Cars
- 1980 : Flush the Fashion d'Alice Cooper
- 1981 : Shake It Up des Cars
- 1982 : One on One (en) de Cheap Trick
- 1982 : Convertible Music (en) de Josie Cotton (en)
- 1982 : Oh, No! It's Devo (en) de Devo
- 1984 : Tooth and Nail de Dokken
- 1985 : 3 Ships (en) de Jon Anderson
- 1985 : Change No Change (en) d'Elliot Easton
- 1985 : Rescue You (en) de Joe Lynn Turner
- 1987 : You Boyz Make Big Noize de Slade
- 1987 : Bridge of Spies (en) de T'Pau
- 1988 : No Rest for the Wicked d'Ozzy Osbourne
- 1988 : Rage (en) de T'Pau

Années 1990
- 1990 : 10 des Stranglers
- 1991 : Hellacious Acres (en) de Dangerous Toys
- 1998 : Pack Up the Cats (en) de Local H (en)

Années 2000
- 2005 : One Way Ticket to Hell... and Back de The Darkness
- 2007 : Zeitgeist des Smashing Pumpkins
- 2008 : Where the Storm Meets the Ground de The Storm (en)
- 2008 : American Gothic (en) des Smashing Pumpkins
- 2008 : Chinese Democracy de Guns N' Roses

Années 2010
- 2010 : Great Civilization de Jimmy Chamberlin's This
- 2014 : Heaven & Earth de Yes